# Billy Taylor

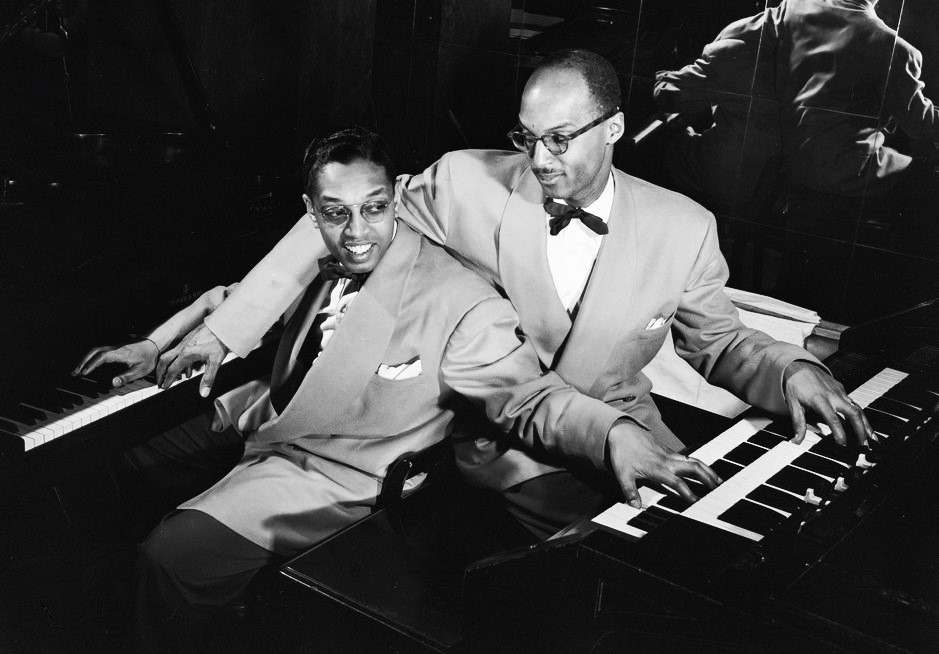
Billy Taylor (z lewej) i Bob Wyatt, 1947

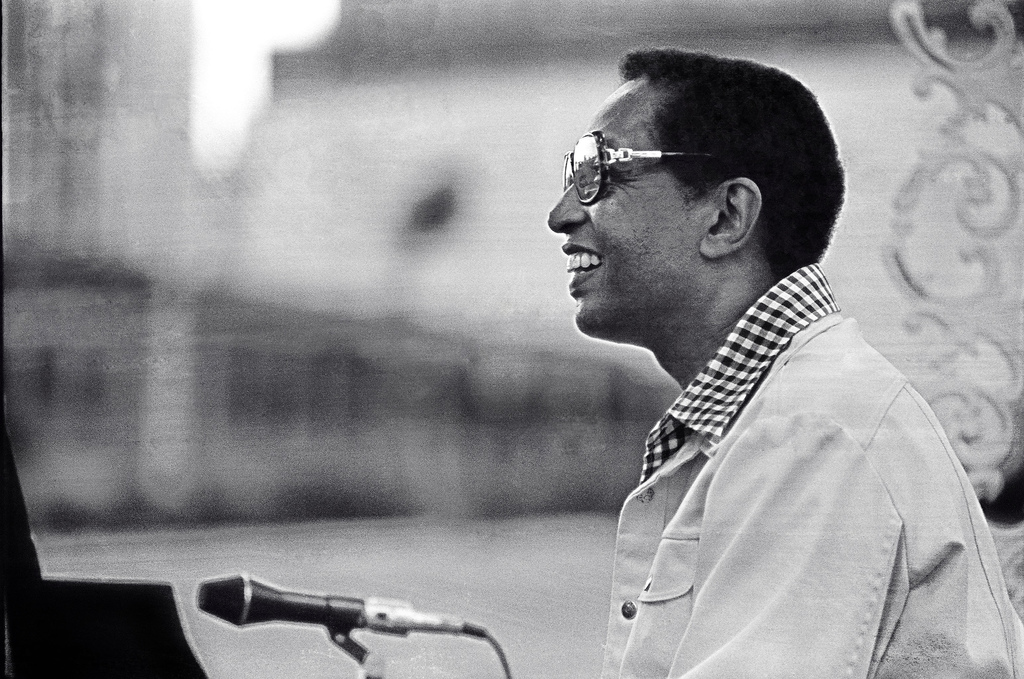
Billy Taylor na koncercie Jazzmobile, 1977

Billy Taylor, właśc. William Edward Taylor jr (ur. 24 lipca 1921 w Greenville, zm. 28 grudnia 2010 w Nowym Jorku) – afroamerykański muzyk jazzowy, pianista, aranżer, kompozytor i bandlider. Był także popularyzatorem jazzu, osobowością radia i telewizji, oraz edukatorem. Uhonorowany Narodowym Medalem Sztuk i NEA Jazz Masters Award.

Dr Billy Taylor: Jazz jest amerykańską muzyką klasyczną.

## Życiorys
Jego ojciec, William Edward, był stomatologiem, a matka, Antoinette z d. Bacon – nauczycielką. Kiedy miał pięć lat, rodzina przeprowadziła się do Waszyngtonu. Od dzieciństwa interesował się muzyką, słuchał big-bandów i uczył się grać na różnych instrumentach – perkusji, gitarze i saksofonie. Ostatecznie wybrał fortepian.

### Muzyk
Po ukończeniu Dunbar High School, pierwszej w Stanach Zjednoczonych szkoły średniej dla Afroamerykanów, kontynuował naukę w Virginia State College. Przez dwa lata studiował psychologię, ale zmienił kierunek na muzyczny m.in. pod wpływem pianistki i nauczycielki akademickiej Undine Smith Moore. W 1942 uzyskał dyplom licencjata i niedługo potem przeniósł się do Nowego Jorku. Tam w 1944 rozpoczął karierę muzyka zawodowego, grając na fortepianie w kwartecie saksofonisty Bena Webstera w klubach na słynnej z jazzu ulicy 52. (52nd Street). Tuż po wstąpieniu do zespołu Webstera poznał legendarnego już wtedy pianistę Arta Tatuma, który stał się jego mentorem. Do końca lat 40. występował z tak znanymi muzykami, jak Charlie Parker, Dizzy Gillespie, Stuff Smith, Miles Davis, Machito, Slam Stewart i Don Redman. Bardzo szybko odnalazł się w nowej wówczas stylistyce jazzowej – bebopie.
W 1951 otrzymał posadę pianisty w słynnym, nowojorskim klubie Birdland. W następnym roku założył swój pierwszy zespół – trio (fortepian, kontrabas, perkusja), po którym przyszły kolejne. Ponadto w latach 50. często grał jako sideman, współpracując m.in. z trębaczem Royem Eldridge’em, kontrabasistą Oscarem Pettifordem, wokalistką Billie Holiday i saksofonistą Lee Konitzem.
W 1958 został kierownikiem muzycznym serialu NBC The Subject is Jazz, pierwszego cyklicznego programu telewizyjnego poświęconego jazzowi. W trzynastu odcinkach cyklu gościły gwiazdy tego gatunku: Duke Ellington, Bill Evans, Cannonball Adderley i Jimmy Rushing, oraz kompozytor muzyki współczesnej Aaron Copland i pisarz Langston Hughes. W latach 60. rozpoczął także pracę w radiu jako dyrektor programowy i prezenter w nowojorskiej rozgłośni WLIB. Jednocześnie w tym okresie The Billy Taylor Trio regularnie występowało w klubie Hickory House na Manhattanie. Ponadto w 1969 został pierwszym afroamerykańskim dyrektorem orkiestry w cyklicznym programie telewizyjnym. Program, prowadzony przez prezentera Davida Frosta, był nadawany do 1972. Pojawili się w nim m.in. Louis Armstrong, Count Basie, Benny Goodman i Buddy Rich. Miał również własny program telewizyjny „Jazz Counterpoint”, w którym grał na fortepianie i opowiadał o jazzie. Przez szereg lat pełnił też funkcję dyrektora muzycznego w National Public Radio (NPR). Od 1977 do 1983 prowadził w nim audycję „Jazz Alive!”, która otrzymała Nagrodę Peabody’ego, oraz w latach 1995–2001 – „Billy Taylor’s Jazz at the Kennedy Center”. Ponadto od 1981 przedstawiał największe postaci jazzu, przeprowadzając na żywo reporterskie wywiady z nimi dla programu „Sunday Morning”, nadawanego przez telewizję CBS.

### Edukator
W 1964 pomógł w założeniu Jazzmobile, Inc., organizacji non-profit, której zadaniem była „zakrojona na skalę światową popularyzacja klasycznej muzyki amerykańskiej – jazzu”. Od 1965 instytucja organizuje m.in. koncerty i festiwale – często na wolnym powietrzu, oraz imprezy okolicznościowe. Prowadzi też wydawnictwo oraz wytwórnię płytową.
Po uzupełnieniu wykształcenia i otrzymaniu magisterium (MA) na University of Massachusetts Amherst zaraz potem – w 1975 – uzyskał tam stopień doktora muzycznego (EdD). Jego rozprawa doktorska nosiła tytuł: The History and Development of Jazz Piano – A New Perspective for Educators. Następnie przez wiele lat zajmował się nauczaniem. Prowadził wykłady i kursy m.in. na Yale University, Manhattan School of Music, Howard University, Long Island University, University of California, State University of New York at Fredonia, C.W. Post College i macierzystym w Amherst.

### Małżeństwo i dzieci
Jego żoną była Theodora z d. Castion. Miał z nią córkę Kim, po mężu Thompson (późniejszą profesor prawa), oraz syna Duane’a, zmarłego w 1988.

### Ostatnie lata
W ostatnich latach życia nadal pozostawał aktywny zawodowo. Koncertował i nagrywał ze swoim triem, występował w radiu i telewizji, komponował i wykładał. W 2002 doznał udaru mózgu. Mimo ograniczonej sprawności prawej ręki nie przestał grać dla publiczności. Zmarł w wieku 89. lat wskutek zawału serca.

## Twórczość
Skomponował ponad 350 utworów. Wśród nich napisany dla córki w 1952 I Wish I Knew. Pierwotnie nagrany w 1963 w wersji instrumentalnej, po dopisaniu tekstu przez Dicka Dallasa już jako piosenka I Wish I Knew How It Would Feel to Be Free w następnych latach dziesięciolecia stał się hymnem ruchu na rzecz praw obywatelskich. Najbardziej znaną wersję piosenki zaśpiewała Nina Simone. W 1996 utwór stał się tematem przewodnim znanego filmu fabularnego Duchy Missisipi.

### Wybrana dyskografia
- 1945 Billy Taylor Piano (Savoy)
- 1951 Billy Taylor and His Rhythm – Piano Panorama (Feisted)
- 1952 Jazz At Storyville (Roost Records)
- 1953 Billy Taylor Trio (Prestige)
- 1954
  - The Billy Taylor Trio with Candido (Prestige)
  - Billy Taylor Trio at Town Hall (Prestige)
- 1955 A Touch of Taylor (Prestige)
- 1956 Evergreens (ABC-Paramount)
- 1957
  - Billy Taylor Introduces Ira Sullivan (ABC-Paramount)
  - My Fair Lady Loves Jazz (ABC-Paramount)
  - The New Billy Taylor Trio (ABC-Paramount)
- 1958
  - The Billy Taylor Touch (Atlantic)
- 1959
  - One for Fun (Atlantic)
  - Billy Taylor with Four Flutes – Frank Wess, Herbie Mann, Jerome Richardson (Riverside)
  - Taylor Made Jazz (Argo Records)
- 1960
  - Uptown (Riverside)
  - Warming Up! (Riverside) lub Custom Taylored (SeSac) lub  Easy Like (Surrey)
- 1961
  - Interlude (Prestige Moodsville)
  - Kwamina (Mercury)
- 1962 Impromptu (Mercury)
- 1963 Right Here, Right Now (Capitol)
- 1965 Midnight Piano (Capitol)
- 1968 I Wish I Knew How It Would Feel to Be Free (Tower Records)
- 1969 Sleeping Bee (MPS) lub Billy Taylor Today (Prestige)
- 1970 Ok Billy! (Bell Records)
- 1977 Jazz Live (Monmouth Evergreen)
- 1981 Where've You Been – The Billy Taylor Quarter featuring Joe Kennedy (Concord Jazz)
- 1985: You Tempt Me (Taylor-Made, 1989)
- 1988
  - White Nights And Jazz in Leningrad (Taylor Made)
  - Solo (Taylor-Made)
- 1989 Billy Taylor and the Jazzmobile All Stars (Taylor Made)
- 1991 White Nights and Jazz in Leningrad (Taylor Made)
- 1992 Billy Taylor – Dr. T featuring Gerry Mulligan (GRP)
- 1993
  - Billy Taylor & Gerry Mulligan – Live at MCG (MCG Jazz)
  - It's a Matter of Pride (GRP)
- 1995 Homage (GRP)
- 1997 The Music Keeps Us Young (Arkadia Jazz)
- 1999
  - Ten Fingers – One Voice (Arkadia Jazz)
  - Taylor Made at the Kennedy Center (Kennedy Center Jazz Recordings)
- 2001 Urban Griot (Soundspot Records)
- 2002 Billy Taylor Trio – Live at AJE New York (Soundspot)

Zestawienie wg dat wydania płyt

## Wybrane wyróżnienia i nagrody
- 1980 Peabody Award („Jazz Alive!”)
- 1981 Doktorat honorowy Berklee College of Music
- 1988 NEA Jazz Masters Award
- 1992 National Medal of Arts
- 1999 Wprowadzenie do Panteonu Sław Big-bandów i Jazzu (The Big Band and Jazz Hall of Fame)[10]
- 2001 Jazz Living Legend Award (przyznana przez Amerykańskie Stowarzyszenie Kompozytorów, Autorów i Wydawców – ASCAP)
- 2005 Grammy Trustees Award – 47. ceremonia wręczenia nagród
- 2010 Wprowadzenie do Muzycznego Panteonu Sław Karoliny Północnej[4] – pośmiertnie